# Saint-Pierre-de-Mézoargues
Saint-Pierre-de-Mézoargues település Franciaországban, Bouches-du-Rhône megyében. Lakosainak száma 228 fő (2022. január 1.). Saint-Pierre-de-Mézoargues Boulbon, Tarascon, Aramon és Vallabrègues községekkel határos.

## Népesség
A település népessége az elmúlt években az alábbi módon változott:
| Lakosok száma | 204  | 215  | 217  | 250  | 227  | 214  | 207  | 215  | 219  | 228  |
|               | 1968 | 1982 | 1990 | 2006 | 2013 | 2015 | 2017 | 2019 | 2020 | 2022 |